# Zbigniew Daszyk
Zbigniew Tadeusz Daszyk (ur. 28 października 1953 w Sanoku) – polski inżynier, urzędnik, burmistrz Sanoka, wicestarosta powiatu sanockiego, radny i przewodniczący Rady Miasta Sanoka.

## Życiorys
Zbigniew Daszyk urodził się 28 października 1953 w Sanoku. W 1973 ukończył Technikum Mechaniczne w Sanoku z tytułem technika mechanika o specjalności obróbka skrawaniem. Absolwent Politechniki Rzeszowskiej z 1979 na kierunku technologia wytwarzania maszyn, Politechniki Krakowskiej z 1984  tytułem magistra na kierunku samochody i ciągniki oraz podyplomowych studiów na Katolickim Uniwersytecie Lubelskim z 1994 na kierunku zawodoznawstwo.
Od 1974 do 1991 pracował w Sanockiej Fabryce Autobusów „Autosan”, na stanowiskach referenta, samodzielnego ekonomisty, konstruktora, kierownika zmiany na Wydziale Obróbki Plastycznej, specjalisty ds. BHP, kierownika Sekcji Normowania, kierownika Działu Zarządzania, Normowania i Wartościowania Pracy. W tym czasie przez dwa lata był kierownikiem Krośnieńskiej Fabryki Mebli w Lesku. W 1979 został przewodniczącym komisji rewizyjnej Zarządu Zakładowego Związku Socjalistycznej Młodzieży Polskiej przy SFA „Autosan”. Od 1991 dwa lata przebywał w Stanach Zjednoczonych, w związku z czym został zwolniony z Autosanu. Po powrocie został pracownikiem Rejonowego Urzędu Pracy w Sanoku, pełnił stanowiska kierownika referatu oraz szefa działu pośrednictwa pracy. W wyborach samorządowych 1998 uzyskał mandat radnego Rady Miasta Sanoka z listy „Zjednoczeni” – mieszkańcy Sanoka i Powiatu. W głosowaniu Rady Miasta Sanoka przy poparciu radnych lewicy został wybrany na stanowisko burmistrza Sanoka, które pełnił do 2002. Był jednym z inicjatorów zawiązania współpracy partnerskiej Sanoka z węgierskim miastem Gyöngyös. W 2001 został prezesem Stowarzyszenia Zjednoczeni Samorządowcy Ziemi Sanockiej. W wyborach samorządowych 2002 bez powodzenia ubiegał się o reelekcję (w II turze uzyskał 45,69% głosów ulegając z Wojciechem Blecharczykiem), po czym został wicestarostą powiatu sanockiego i pełnił to stanowisko do 2006. W wyborach samorządowych 2006 ponownie kandydował na urząd burmistrza Sanoka zajmując czwarte miejsce (1104 głosy). W 2006 został zatrudniony w Powiatowym Urzędzie Pracy w Sanoku, został zastępcą dyrektora tej instytucji. Z ramienia listy KW Stowarzyszenie „Zjednoczeni Samorządowcy Ziemi Sanockiej” uzyskał mandat radnego Rady Miasta Sanoka w wyborach samorządowych 2010. Zasiadł w Komisji Finansowo-Gospodarczej, Komisji Infrastruktury Miejskiej i Komisji Rewizyjnej. Z ramienia listy KW Prawo i Sprawiedliwość uzyskał mandat radnego Rady Miasta Sanoka w wyborach samorządowych 2014. 1 grudnia 2014 został wybrany przewodniczącym Rady Miasta Sanoka VII kadencji. W wyborach samorządowych 2018 bezskutecznie ubiegał się o reelekcję do Rady Miasta Sanoka, startując z listy PiS. W wyborach samorządowych w 2024 bez powodzenia ubiegał się o mandat Rady Miasta Sanoka, startując z listy KWW Niezależni Sanok.
W 1999 otrzymał złotą odznakę Polskiego Towarzystwa Numizmatycznego. W 2002 otrzymał wyróżnienie Godło „Człowiek Roku” Ziemi Sanockiej, które przyznała Regionalna Izba Gospodarcza w Sanoku.